# 石田次男
石田 次男（いしだ つぎお、1925年〈大正14年〉2月24日 - 1992年〈平成4年〉2月4日）は、日本の政治家、宗教家。公明党所属の参議院議員、創価学会理事、初代九州総支部長を務めた。
のちに、創価学会の反対派（批判者）になり、創価学会への批判活動を行っていた。
詳細は「創価学会#創価学会に対する批判」を参照。

## 経歴
1925年（大正14年）2月24日、秋田県鹿角市生まれ。芝浦工業専門学校を卒業後、1950年1月、創価学会に入会する。創価学会秘書室を経て、聖教新聞編集長、1951年7月11日、男子部第一部隊長(小岩、向島、城東各支部青年部担当)、1953年1月2日、創価学会小岩支部長に就任し、特に教学方面を担当する。
1953年、創価学会理事に就任する。
1957年10月13日、九州総支部が結成され、初代総支部長となる。
1959年、創価学会の支援を受け、第5回参議院議員通常選挙に立候補し、当選する。災害対策特別委員長を歴任した。
1964年、創価学会が中心となり結成された公明政治連盟（後に公明党に改称）に参加する。党内では重要な役職にはつかなかった。
1965年、第7回参議院議員通常選挙に立候補せず、政界を退く。
創価学会への復帰後は、会長・池田大作を中心とする創価学会の活動とは距離を置いた。後に池田らの仏法説を「内外一致の妙法」、「六師義・外道説」であると批判し、創価学会とは没交渉の状態になり、宗門である日蓮正宗とも縁が薄くなった。
1980年、日蓮正宗の反創価学会派僧侶の一部により正信会が結成された際には、その理論的支柱となった。日蓮正宗が創価学会と離別した後には、石田の所説をしばしば援用した。
1992年2月4日、神奈川県横浜市の病院で死去した。この際、原稿用紙600枚に及ぶ「池田への諫言」と称する遺言書を残した。

## 人物
- 創価学会への入会後から1年にも満たない時期に、当時の会長・戸田城聖から教学面の理解の高さを買われ、『折伏教典』の第一章「生命論」の執筆を命じられた[3]。
- 創価学会において、戸田の後を継ぐ次期創価学会会長の声が出るほどのサラブレッド的存在であった[3]。
- 28歳で創価学会理事に就任した[3]。
- 戸田会長の死後、会長職を望めば狙える地位にいたが、週刊文春は記事の中で「誠実だが病弱でありトップに立とうとする欲望が無かった」と評している[4]。
- 池田大作著『人間革命』第12巻150頁-154頁　登場人物　石川幸男のモデルとなった。
- 師の戸田城聖が教えていない、「内外一致の妙法」という己義を構えた[5]。

## 親族
- 実弟 石田幸四郎（元衆議院議員、元公明党委員長）
- 義弟 秋谷栄之助（前・創価学会会長）

## 著書
- 『六師義は正理なのでしょうか』
- 『内外一致の妙法 - この有り得べからざるもの』 縁友会、1995年。
- 『現代諸学と仏法 (1-2) 』 日経企画出版局。

## 教学研究団体
- <http://www7a.biglobe.ne.jp/~enyoukai/1%20-0%20enyoukai.html>[リンク切れ]
- <https://www7a.biglobe.ne.jp/~enyoukai/>石田教学研究 縁友会

## 役職歴
- 創価学会秘書室
- 聖教新聞編集長
- 創価学会男子部第一部隊長
- 創価学会小岩支部長
- 創価学会理事
- 創価学会九州総支部長
- 参議院災害対策特別委員長